# Lo strizzacervelli
Lo strizzacervelli (The Couch Trip) è un film del 1988 diretto da Michael Ritchie.

## Trama
George Maitlin, uno psichiatra che conduce a Los Angeles una rubrica televisiva di grande successo sui problemi esistenziali (soprattutto di natura sessuale), decide di passare con la moglie sei mesi di riposo a Londra. Il suo amico legale (e amante della moglie) trova, dopo accurate ricerche, un valido sostituto nel dottor Lawrence Baird che nell'Illinois dirige una clinica per alienati. Purtroppo, nell'ufficio di Baird risponde per caso John Burns, un lestofante che colà è riuscito a farsi trasferire dalla prigione e che, spacciandosi per lo psichiatra, arriva, dopo una fortunosa evasione, a Beverly Hills.
Burns ottiene un grandissimo successo, avvezzo com'è al linguaggio medico, nonché dotato di una forte carica di simpatia. Nel frattempo incontra Donald Becker, un sedicente prete di una delle tante chiese americane, che è l'unico a capire l'inganno.
Dopo essere divenuti amici, Burns viene smascherato e pertanto inseguito dal legale di Maitlin che gli ha anticipato 200.000 dollari. In fuga è anche Becker (al quale Burns ha affidato la chiave di una cassetta deposito con dentro i soldi) ma quest'ultimo, che fra tutti è l'unico pazzo autentico, è andato a collocarsi con intenti suicidi in cima ad una struttura pubblicitaria nei dintorni di Beverly Hills.